# فيوليتا غوزمان
فيوليتا غوزمان (بالإسبانية: Violeta Guzmán) هي منافسة ألعاب القوى مكسيكية، ولدت في 14 مايو 1977.

## وصلات خارجية
- فيوليتا غوزمان على موقع الاتحاد الدولي لألعاب القوى (الإنجليزية)
- فيوليتا غوزمان على موقع أوليمبيديا (الإنجليزية)